# David Kross

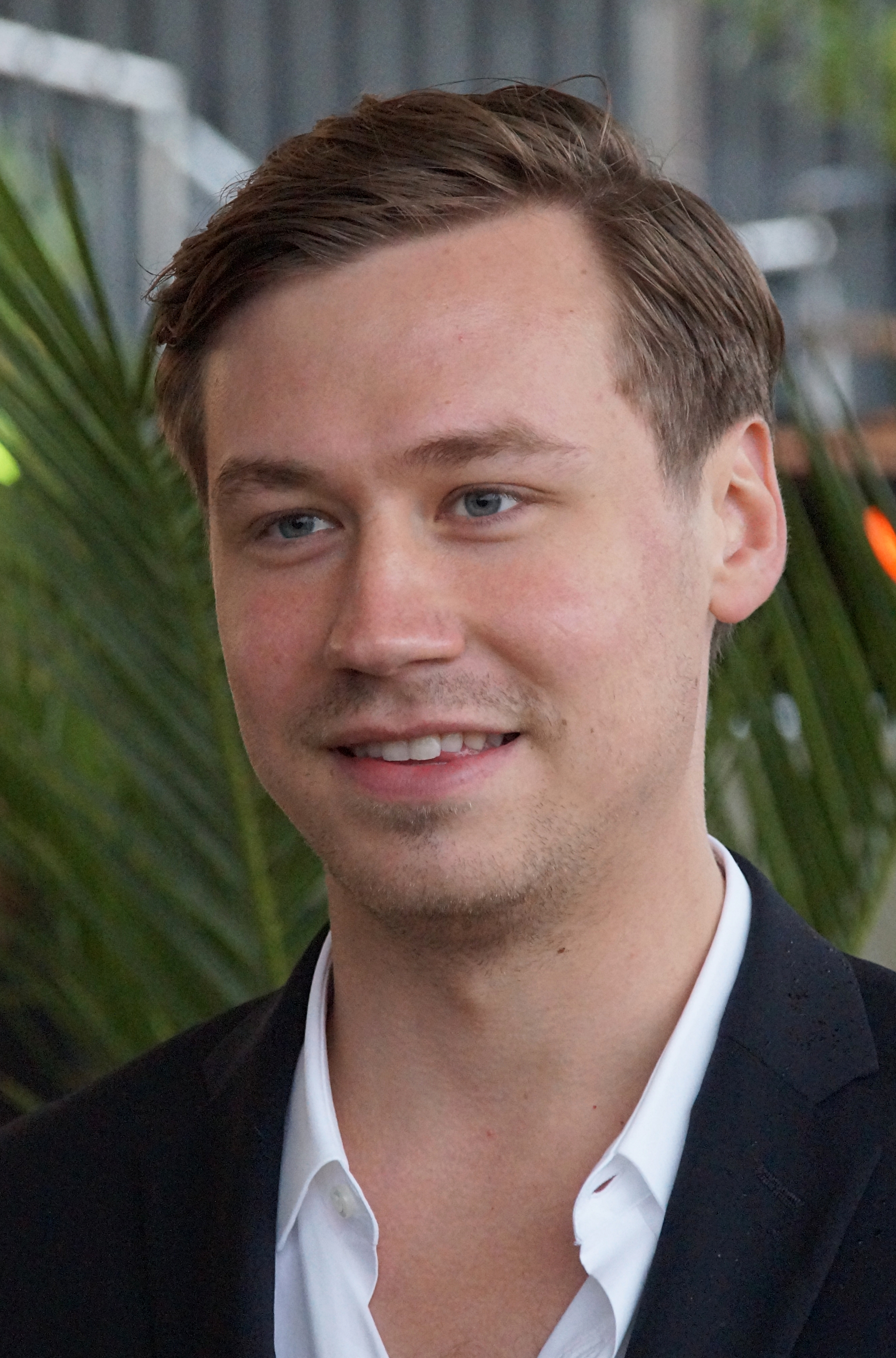
David Kross (2015)

David Kross (eigentlich: David Kroß; * 4. Juli 1990 in Henstedt-Ulzburg) ist ein deutscher Schauspieler und Synchronsprecher. International bekannt wurde er 2008 durch die Rolle des 15-jährigen Schülers Michael Berg in Stephen Daldrys Romanverfilmung Der Vorleser.

## Leben
David Kross wuchs in Todendorf im Kreis Stormarn auf und besuchte in Bargteheide bis 2007 das Eckhorst-Gymnasium. In seiner Freizeit spielte er von 2004 bis 2006 Basketball beim TSV Bargteheide.
Ab Sommer 2009 lebte Kross in London. Dort begann er im September 2009 ein dreijähriges Schauspielstudium an der London Academy of Music and Dramatic Art (LAMDA), das er aber Ende 2009 wieder abbrach. Seit 2010 lebt er in Berlin-Charlottenburg.

## Karriere

### 2000er Jahre

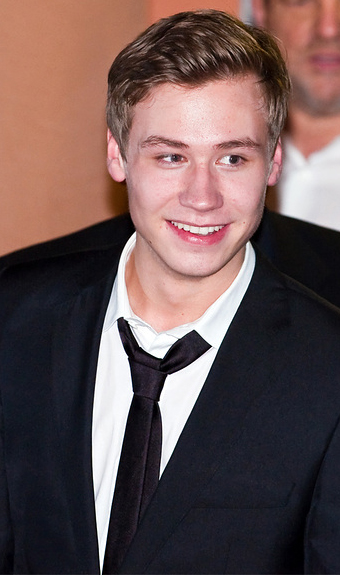
David Kross (2009)

Sein Schauspieldebüt gab Kross an der Seite von Petra Zieser und Horst Günter Marx als Paul Büchmann in der im März 2002 erstausgestrahlten Folge Standpunkte der Sat.1-Krankenhausserie alphateam – Die Lebensretter im OP. Regisseur Oliver Dommenget besetzte ihn für seinen im Oktober 2002 uraufgeführten Jugendfilm Hilfe, ich bin ein Junge! in einer Nebenrolle als Paddy.
Im Dezember 2003 gab Kross in Kirsten Martensens Inszenierung von Hilfe, die Herdmanns kommen mit der Kindertheatergruppe Blaues Wölkchen des Kleinen Theaters in Bargteheide sein Bühnendebüt. Es folgten weitere tragende Rollen in Bühnenfassungen von Michael Endes Momo und Heinrich Spoerls Feuerzangenbowle.
2005 machte Detlev Bucks Tochter Bernadette ihren Vater auf Kross aufmerksam. Daraufhin nahm er am Casting für die Jugendromanverfilmung Knallhart teil und Buck verpflichtete ihn für die Hauptrolle des 15-jährigen Michael Polischka, der mit seiner Mutter vom wohlhabenden Berliner Stadtteil Zehlendorf in den Migranten-Brennpunkt Neukölln zieht. Diese Rolle brachte ihm zugleich seine erste Auszeichnung als „Bester Hauptdarsteller“ auf dem Nürnberger Filmfestival Türkei/Deutschland ein. Unter Regisseur Buck übernahm er 2006 als Bäckerlehrling in dessen Kinderfilm Hände weg von Mississippi einen Gastauftritt.
Marco Kreuzpaintner besetzte ihn in Krabat, der Verfilmung des gleichnamigen Jugendbuchs von Otfried Preußler, in der Titelrolle des 14-jährigen Waisenjungen und Müllerburschen. Der Film hatte im September 2008 auf dem Toronto International Film Festival seine Uraufführung.
Seinen internationalen Durchbruch hatte Kross durch die Rolle des 15-jährigen Schülers Michael Berg in Stephen Daldrys Verfilmung des Bestsellers von Bernhard Schlink Der Vorleser, wo er an der Seite der britischen Schauspieler Kate Winslet und Ralph Fiennes spielte. Die Weltpremiere fand am 3. Dezember 2008 im New Yorker Ziegfeld Theater statt. Der Film lief 2009 außer Konkurrenz im Wettbewerbsprogramm der Berlinale. Im Mai 2009 wurde er für seine Leistung in Der Vorleser auf den 62. Filmfestspielen von Cannes mit der Trophée Chopard ausgezeichnet. Monate später wurde ihm eine Nominierung für den Europäischen Filmpreis als Bester Darsteller zuteil.
2009 spielte Kross in Detlev Bucks Filmdrama Same Same But Different die Hauptrolle des jungen Ben, der sich in Kambodscha in ein HIV-infiziertes Bargirl verliebt.

### 2010er Jahre

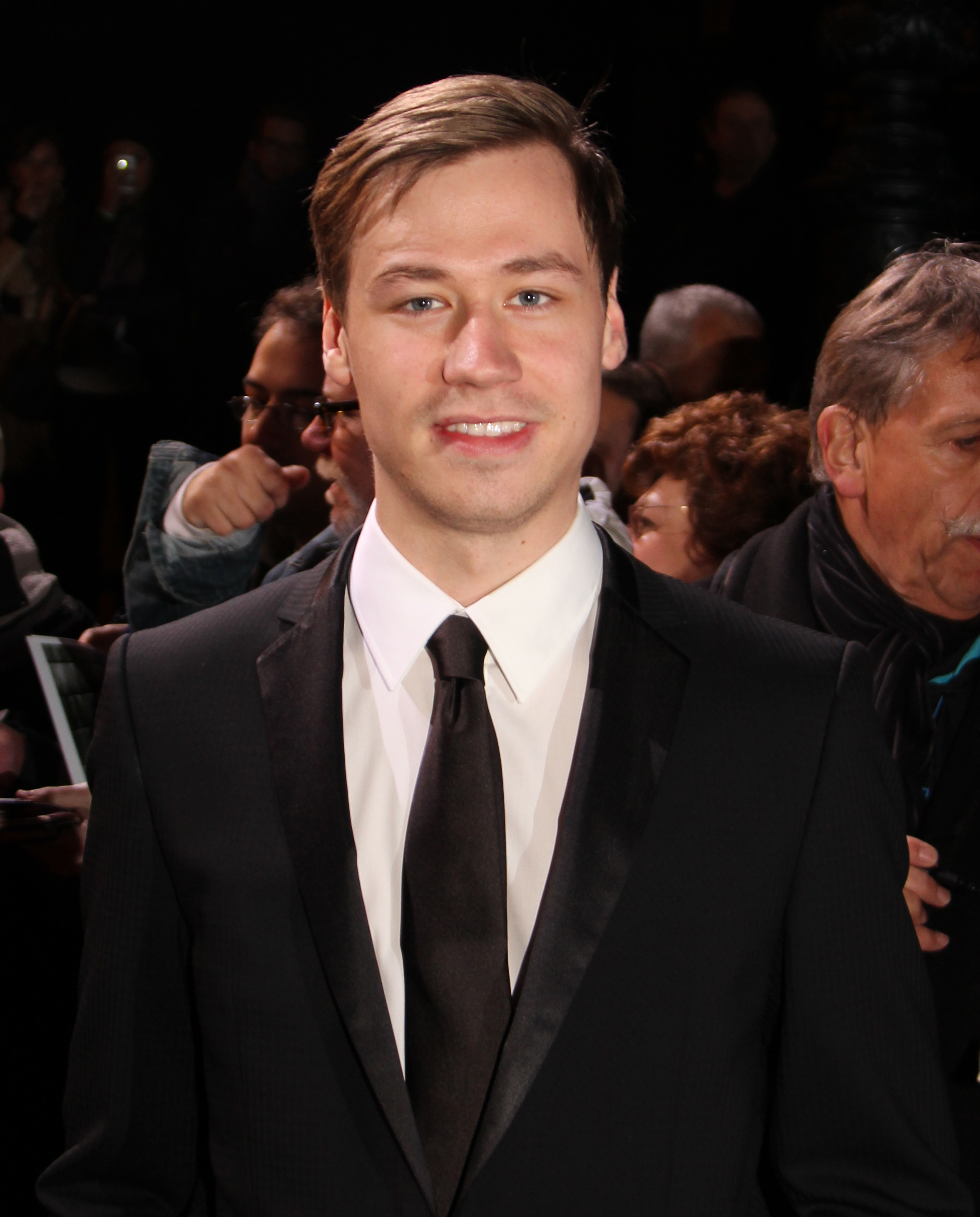
David Kross (2012)

Hans Steinbichler besetzte Kross an der Seite von Hannelore Elsner, Karoline Herfurth und Niklas Kohrt in dem im Mai 2011 uraufgeführten Filmdrama Das Blaue vom Himmel in der Rolle des lettischen Jungen Osvalds Kalnins, der zusammen mit seinem Freund Juris Baumanis in einem Fotoatelier arbeitet. Unter der Regie von Steven Spielberg übernahm er in dem US-amerikanisch-britischen Kriegsfilm Gefährten im selben Jahr die Rolle des deutschen Soldaten Günther Schröder. Für den US-amerikanischen Animationsfamilienfilm Rio betätigte er sich 2011 erstmals als Synchronsprecher. Er sprach dort in der Fortsetzung Rio 2 – Dschungelfieber von 2014 den Spixara Blu, der im Original von Jesse Eisenberg synchronisiert wurde.
In dem norwegischen Historienfilm Into the White verkörperte er an der Seite von Florian Lukas, Stig Henrik Hoff und Rupert Grint die Hauptrolle des Obergefreiten Josef Schwartz. 2012 folgte eine erneute Zusammenarbeit mit Regisseur Detlev Buck für dessen Romanverfilmung Die Vermessung der Welt, in der er ihn in der Rolle des deutschamerikanischen Unternehmers und Bankiers Eugen Gauß, den Sohn des von im Film durch Florian David Fitz gespielten Mathematikers Carl Friedrich Gauß, besetzte.
2015 übernahm Kross in Özgür Yıldırıms Action-Thriller Boy 7 die Titelrolle des Jungen Sam, der sein Gedächtnis verloren hat und sich mit Hilfe seines Tagebuchs langsam wieder zu erinnern beginnt, dass er eine Verschwörung in einer Resozialisierungseinrichtung aufdecken wollte. 2016 war er in der Rolle des deutschen Leichtathleten Luz Long in Stephen Hopkins Filmbiografie Zeit für Legenden über den US-Amerikaner Jesse Owens und dessen Teilnahme an den Olympischen Sommerspielen 1936 zu sehen.
In Markus Gollers Roadmovie Simpel, der auf dem gleichnamigen Roman der französischen Autorin Marie-Aude Murail basiert, spielte er 2017 neben Frederick Lau die titelgebende Hauptrolle des geistig behinderten Barnabas. Diese Rolle brachte ihm und Lau den Bayerischen Filmpreis in der Kategorie „Beste Darsteller“ ein. In der deutsch-britischen Filmbiografie Trautmann von Marcus H. Rosenmüller übernahm er 2018 die Hauptrolle deutschen Fußballtorwarts Bernd „Bert“ Trautmann. Ebenfalls 2018 war er in Michael Herbigs Kinothriller Ballon, welcher die als „Ballonflucht“ bekannt gewordene Fluchtaktion zweier Familien aus der DDR thematisiert, als Günter Wetzel neben Alicia von Rittberg in einer der Hauptrollen zu sehen.

### 2020er Jahre
In den deutschen Netflix-Produktionen Betonrausch (2020) und Prey (2021) übernahm Kross jeweils die Hauptrolle. In Detlev Bucks Bekenntnisse des Hochstaplers Felix Krull (2021) nach dem gleichnamigen Roman von Thomas Mann verkörperte er den Marquis Louis de Venosta. Matthew Vaughn besetzte ihn in der Rolle des nationalsozialistischen Führers Adolf Hitler in dem britisch-US-amerikanischen Agentenfilm The King’s Man: The Beginning (2021). Unter der Regie von Leander Haußmann übernahm er in dessen Film Stasikomödie (2022), dem finalen Teil seiner „DDR-Trilogie“, die Hauptrolle des jungen Romanautors Ludger Fuchs, der im späteren Verlauf von Jörg Schüttauf dargestellt wurde.
In Lutz Heineking juniors deutsch-belgischer Filmkomödie Der Pfau spielte er 2023 den deutschen Investment-Banker David. Im historischen Spionage-Thriller Davos 1917 von SRF und ARD übernahm er 2023 an der Seite von Dominique Devenport und Jeanette Hain die Hauptrolle des Arztes Dr. Carl Mangold, der in ein Spionagegeschäft hineingezogen wird und eine Liebesbeziehung mit der Krankenschwester Johanna Gabathuler eingeht, die ebenfalls für das Deutsche Reich spioniert. In der sechsteiligen österreichischen Fernsehserie Kafka (2024) verkörperte er an der Seite von in einer Hauptrolle den deutschsprachigen Schriftsteller und Freund Kafkas Max Brod. Diese Rolle brachte ihm beim Blauen Panther eine Nominierung als „Bester Schauspieler“ in der Kategorie Fiktion ein. In der im Juli 2024 auf dem Filmfest München uraufgeführten Filmkomödie Alles Fifty Fifty des Regisseurs Alireza Golafshan spielte er neben Moritz Bleibtreu Robin, der zusammen mit seiner von Laura Tonke dargestellten Lebenspartnerin und deren Ex-Mann sowie deren gemeinsamen Kind in den Sommerurlaub fährt.

## Filmografie
- 2002: Alphateam – Die Lebensretter im OP (Fernsehserie, Folge Standpunkte)
- 2002: Hilfe, ich bin ein Junge!
- 2003: Adam & Eva
- 2006: Knallhart
- 2007: Hände weg von Mississippi
- 2008: Krabat
- 2008: Der Vorleser (The Reader)
- 2009: Same Same But Different
- 2011: Das Blaue vom Himmel
- 2011: Gefährten (War Horse)
- 2012: Into the White
- 2012: Die Vermessung der Welt
- 2012: Anleitung zum Unglücklichsein
- 2013: Michael Kohlhaas
- 2013: Angélique
- 2014: Rico, Oskar und die Tieferschatten
- 2015: Boy 7
- 2015, 2016: Paare (Kurzfilmreihe, 2 Folgen)
- 2016: Zeit für Legenden (Race)
- 2016: Die Akte General
- 2016: Rico, Oskar und der Diebstahlstein
- 2017: Simpel
- 2017: Halaleluja – Iren sind menschlich!
- 2018: Ballon
- 2018: Trautmann
- 2020: Betonrausch
- 2021: Bekenntnisse des Hochstaplers Felix Krull
- 2021: Prey
- 2021: The King’s Man: The Beginning (The King’s Man)
- 2022: Stasikomödie
- 2023: Asbest (Serie)
- 2023: Der Pfau
- 2024: Home Sweet Home – Wo das Böse wohnt (Kinofilm)
- 2023: Davos 1917 (Fernsehserie, 6 Folgen)
- 2024: Kafka (Fernsehserie)
- 2024: Viktor bringt’s (Fernsehserie, Folge Fressen oder gefressen werden)
- 2024: Alles Fifty Fifty
- 2025: Fabula
- 2025: The World Will Tremble
- 2025: Parallel Me (Fernsehserie, 8 Folgen)

## Synchronisation
- 2008: Der Vorleser (als „junger Michael Berg“ für sich selbst)
- 2011: Rio (als „Blu“ für Jesse Eisenberg)
- 2014: Rio 2 – Dschungelfieber (als „Blu“ für Jesse Eisenberg)
- 2024: Friedefeld (Fernsehserie, als „Paul Jakobs“)

## Auszeichnungen

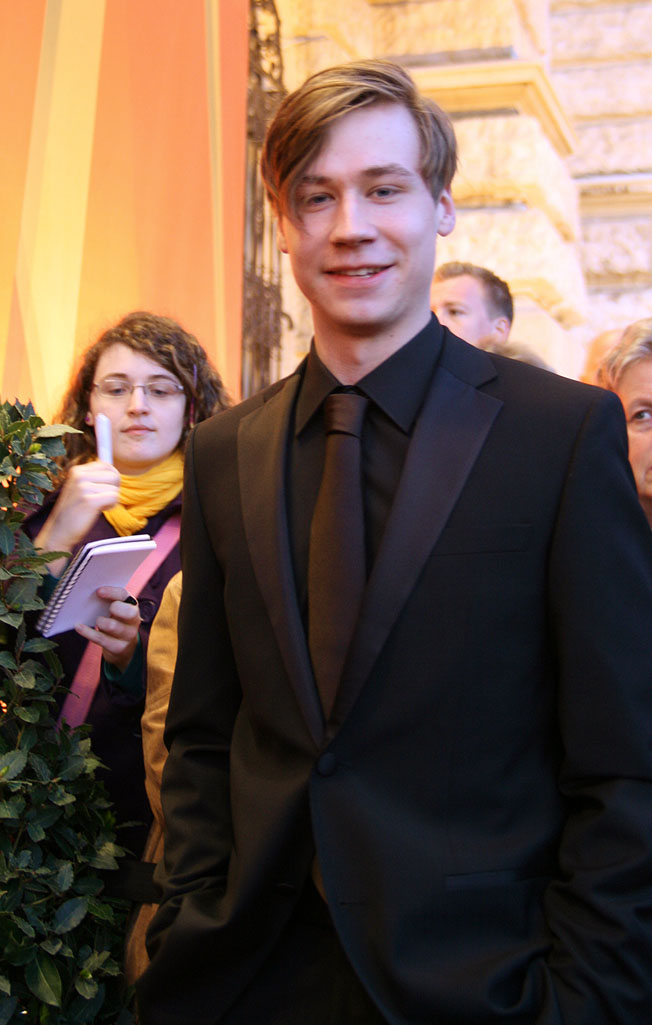
David Kross bei der Gala zur Verleihung des Fernsehpreises Romy 2010 in der Hofburg in Wien

- 2006: Filmfestival Türkei Deutschland in Nürnberg als „Bester Hauptdarsteller“ für Knallhart
  - 2006: Nominierung als „New Faces Award – Actor“ für Knallhart
  - 2006: Nominierung für Undine Award als „Bester jugendlicher Hauptdarsteller“ für Knallhart
- 2008: Las Vegas Film Critics Society Awards – Sierra Award – Youth in Film für Der Vorleser
- 2008: EDA Special Mention Award, Best Depiction of Nudity or Sexuality (zusammen mit Kate Winslet) für Der Vorleser
  - 2008: Nominierung für EDA Female Focus Award – Best Newcomer für Der Vorleser
  - 2008: Nominierung für Chicago Film Critics Association Award – Most Promising Performer für Der Vorleser
- 2009: Shooting Star der European Film Promotion
- 2009: Trophée Chopard auf den 62. Filmfestspielen von Cannes für seine Leistung in Der Vorleser
  - 2009: Nominierung für den Europäischen Filmpreis als Bester Darsteller in Der Vorleser
- 2009: Nennung in den Top-100 der "Most Beautiful People" des People Magazine
  - 2009: Nominierung für den Broadcast Film – Critics Association Award, Best Young Actor (Under 21) in Der Vorleser
- 2009: Online Film & Television Association – OFTA Film Award, Best Youth Performance in Der Vorleser
  - 2009: Nominierung für Online Film & Television Association – OFTA Film Award, Best Breakthrough Performance: Male in Der Vorleser
- 2010: Jupiter-Award als „bester deutscher Darsteller“ für Krabat
- 2010: Österreichischer Film- und Fernsehpreis Romy als „Shootingstar“
- 2010: Askania Award
- 2010: Audi Generation Award
  - 2016: Nominierung für den Jupiter-Award als „bester deutscher Darsteller“ für Boy 7
- 2017: Bayerischer Filmpreis als „Beste Darsteller“ zusammen mit Frederick Lau für Simpel